# Cinetel
Cinetel è una società partecipata pariteticamente dall'Associazione Nazionale Esercenti Cinema (ANEC) e da ANICA Servizi. Cura quotidianamente la raccolta degli incassi e delle presenze in un campione di sale cinematografiche di prima visione in tutta Italia e li ridistribuisce su abbonamento ai principali operatori del settore.

## Descrizione
La raccolta dei dati avviene attraverso la rilevazione da parte di Cinetel di circa 3.000 schermi cinematografici. La raccolta  avviene ogni sera con diversi strumenti: e-mail, fax, cassa automatica fiscalizzata. I dati confluiscono nel Data Center di Cinetel nel corso della notte per le elaborazioni che saranno disponibili al mattino successivo.
Secondo i dati Cinetel, ogni anno si vendono  in Italia circa 100-110 milioni di biglietti per un incasso totale di circa € 500-550 milioni. La quota  di botteghino dei film italiani nel 2008 (dato non definitivo) è di circa il 30%, quella dei film statunitensi del 55% ed il restante 15% circa si riferisce alle altre cinematografie.
Ogni lunedì mattina le agenzie di stampa nazionali pubblicano i dati relativi agli incassi nel fine settimana. I risultati sono utilizzati dagli organi di informazione per commentare il successo o meno dell'uscita dei nuovi film. 